# Balo
Die Sprache Balo (ISO 639-3: bqo) ist eine tivoide Sprache aus der Sprachgruppe der bantoiden Sprachen, die im Department Manyu in der Kameruner Region Nordwest von insgesamt 2.230 Personen (2000) gesprochen wird.
Das Balo ist eine von 17 tivoiden Sprachen, die wiederum zur Niger-Kongo-Sprachfamilie zählen. Die am nächsten verwandte Sprache des Balo ist Osatu.